# Viinistu
Viinistu est un village de la paroisse de Kuusalu dans le Harjumaa en Estonie.

## Géographie
Viinistu est un village de pêcheurs et il se trouve sur la péninsule de Pärispea dans le golfe de Finlande.
Le village a 148 habitants(01/01/2012) .

## Histoire
En 1372 un écrit évoque ce village sous le nom de Wynest. Plus tard un document allemand nomment Finnisdorf le village qui a été colonisé par des pêcheurs finlandais. En 1643, le village est habité par 24 familles de nationalités différentes (Estoniens, Finlandais, Suédois et Russes). La guerre du Nord et la peste font considérablement diminuer sa population dont le niveau ne remontera qu'au XIXe siècle. Avant le déclenchement de la Seconde Guerre mondiale, environ 500 personnes vivaient à Viinistu. En Octobre 1944, après les déportations soviétiques et la guerre il n'a plus que 146 habitants.

## Musée
En 1998, l'homme d'affaires estonien d'origine suédoise et mécène Jaan Manitski achète la ferme collective du village en faillite. En 2002, il ouvert dans les bâtiments rénovés, le musée d'art privé de Viinistu qui expose une grande collection d'art estonien.

## Galerie

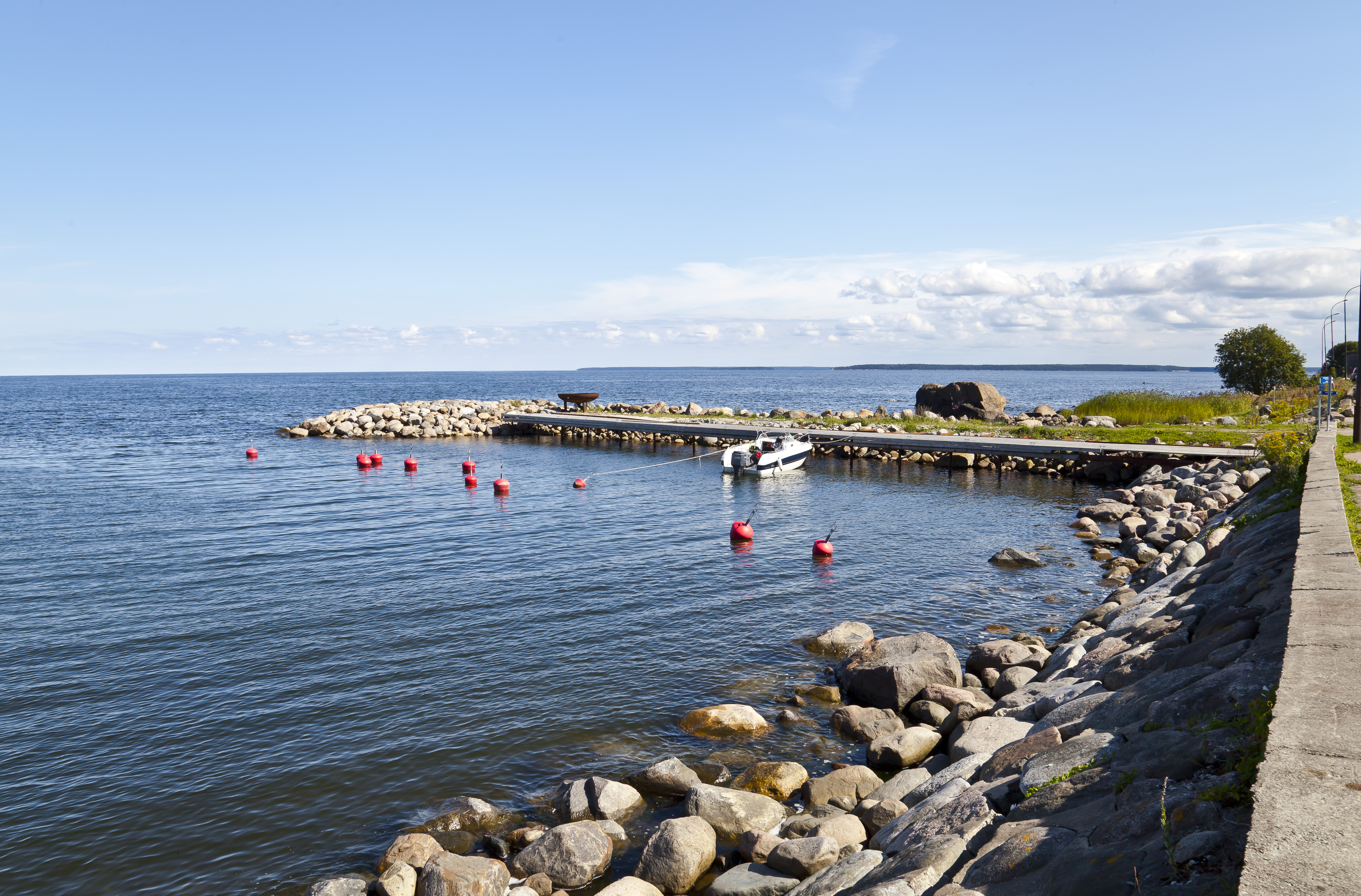
Port de Viinistu.
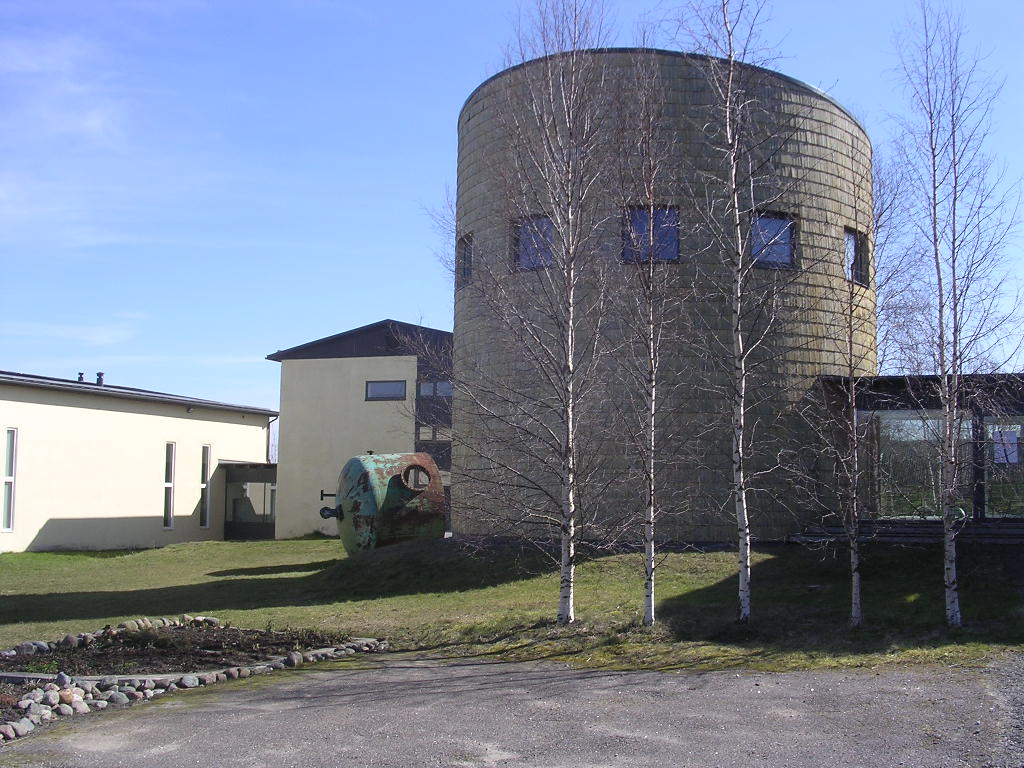
Musée d'art de Viinistu.
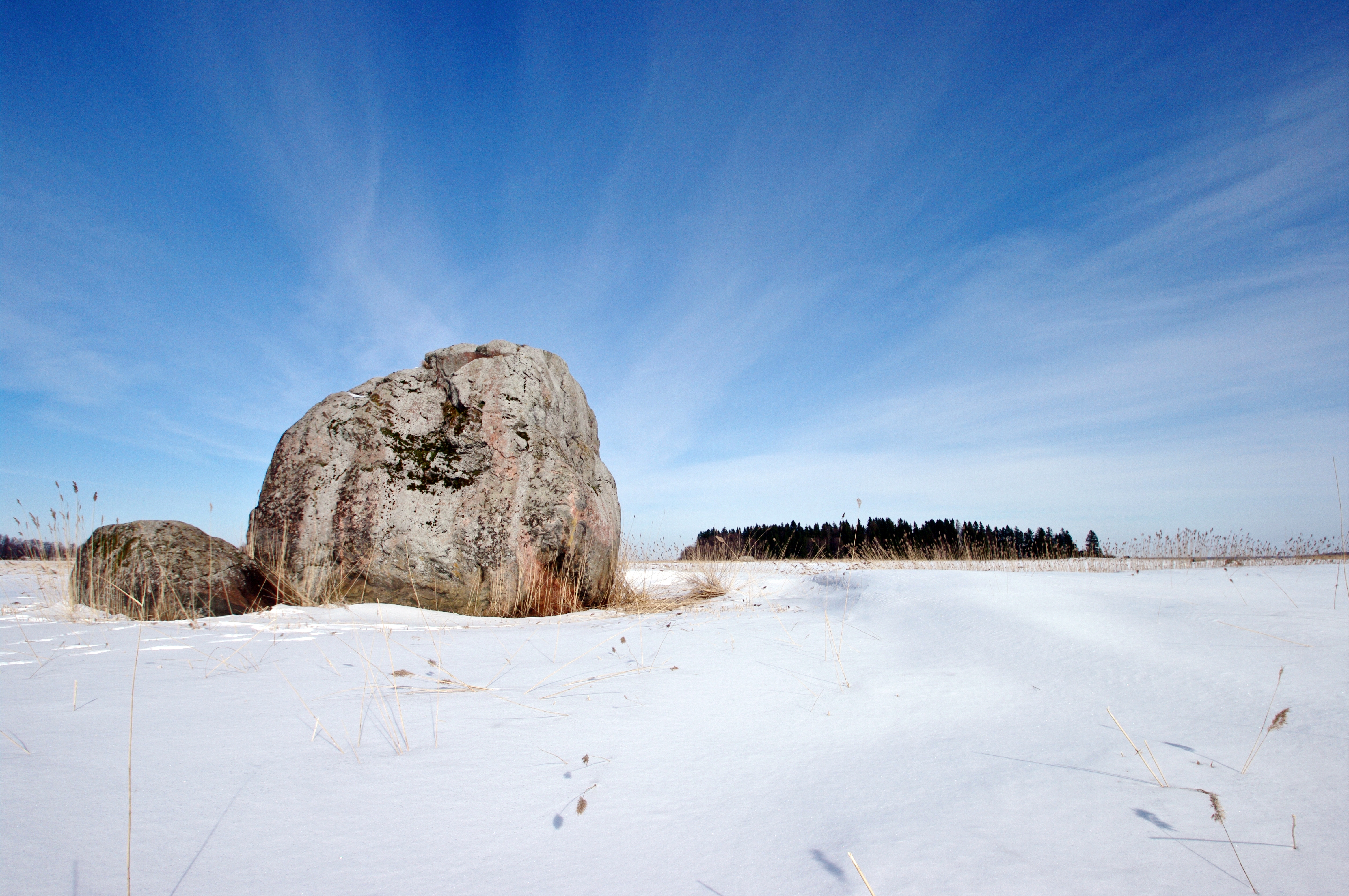
Tiirukivi (et).